# Abdessamad Abonour
Abdessamad Abonour (arab. عبد الصمد أبو النور, ur. 1 stycznia 1982 w Warzazat) – marokański piłkarz, grający jako napastnik.

## Kariera klubowa

### Początki
Jego pierwszym znanym klubem był Olympique Khouribga, do którego przeszedł 1 lipca 2008 roku. Rok później został zawodnikiem JS de Kasba Tadla.

### Powrót do Churibki
1 lipca 2011 roku znowu podpisał kontrakt z Olympique Khouribga. Ponownie zadebiutował tam 24 sierpnia 2011 roku w meczu przeciwko CODM Meknès (1:1). Grał 71 minut, zmienił go Imad Rqioui. W sumie zagrał 23 mecze, strzelił gola i miał dwie asysty.

### Dalsza kariera
19 sierpnia 2013 roku został zawodnikiem Raja Beni Mellal. 1 lipca 2014 roku przeszedł do Union Aït Melloul. Rok później przeszedł do Olympique Youssoufia, następnie zakończył karierę.